# Theodor Siebert
Adolf Eduard Theodor Friedrich Siebert (Weißenfels, 1866. október 25. – Halle, 1961. április 12.) német sportoló, edző, szakíró és életreformer. A testépítés és a modern súlyemelés egyik úttörőjének tartják.

## Élete
Az 1890-es években a súlyzós edzés, a nehéz atlétika területén vált ismertté, az akkori feltételeknek megfelelően "autodidakta"ként. Ugyanakkor vonzotta a teozófia, az okkultizmus és a vegetarianizmus is. 
1893-ban nősült. Az 1890-es években sörfőzdét üzemeltetett. Családjával Alslebenbe költöztek és gimnasztikai és atlétikai klubja 1896-ban ott jött létre. A sportolók cirkuszokon és vásárokon is részt vettek. 
Tevékenységeknek köszönhetően Alsleben a professzionális birkózás regionális központjává fejlődött, ahol sportolók és nemzetközileg híres sportszakemberek is összegyűltek. Majd a klub szétvált gimnasztikai és nehézsúlyú csoporttá.
1898-ban megjelent Siebert könyve az atlétikai katekizmusról című könyve. Ugyanebben az évben Bécsbe utazott a jubileumi kiállítására, hogy részt vegyen egy atlétikaversenyen. Itt találkozott az akkori atlétikai elittel. Számos profi sportoló mellett barátságba került Georg Hackenschmidt  birkózóval, akinek oktatója és mentorja volt. 
1901-ben klubi tevékenységével párhuzamosan alapította Németországban az első atlétikai és testnevelési edzőiskolát, edzőtermekkel, szállással és étkezéssel.
Megindította a Siegfried, havonta megjelenő, sportolással foglalkozó magazint, amely 1902-ig jelent meg. Alsleben-ben 1904-ben megkezdte
üzleti tevékenységét sportkönyvek értékesítésével. Sportcikkeket és könyveket írt. 1904-ben megalapította saját kiadóját, amelyben kiadta könyveit és brosúráit; emellett cikkeket és esszéket írt szakmai folyóiratokhoz. 
Az 1910-es években pénzügyi nehézségekbe ütközött. A család Halle-be (Saale) költözött, ahol sport- és könyvesboltot, valamint kiadót üzemeltetett. A könyvesboltja a sportra, az életreformra, a tanácsadásra és az okkultizmusra szakosodott. 
Bár a szakmai világban az „atlétika atyjaként” ismerték el, nem volt képes ebből anyagilag eleget profitálni. Ezért visszavonult a sportélettől, és egyre inkább az okkultizmus és az ezoterika felé fordult.

## Művei
- Katechismus der Athletik. (Az atlétika katekizmusa) Commissionsverlag von Max Lehmstedt’s Buchhandlung, Weißenfels a. S. 1898, OCLC 252913063.
- Der Kraftsport. (A súlyzós edzés) Kade, Leipzig 1907, OCLC 780300433.
- Nach welchem System soll ich trainieren? (Melyik rendszert használjam?) Kurzé Schilderung der dafür in Frage kommenden Trainiermethoden und ihrer Erfinder. Theodor Siebert Verlag, Alsleben a.S. [u. a.] 1910, OCLC 174229435.
- Wie werde ich Berufsathlet oder Ringer? (Hogyan válhatok profi sportolóvá vagy birkózóvá?) Vertrauliche praktische Ratschläge, Aufklärungen und Trainingsgeheimnisse. (Gyakorlati tanácsok, információk és képzési titkok) E. Siebert, Halle (Saale) 1919, OCLC 72193214.
- Führer zum praktischen Okkultismus. (Útmutató a gyakorlati okkultizmushoz) Verlag E. Siebert, Halle (Saale) 1921, OCLC 72193208.
- Der neue Kraftsport. Eine praktische Schule zur Erlangung außergewöhnlicher Muskel- und Körperkraft. Erfolgreichste Methode, nach der die berühmtesten Ringkämpfer und Athleten ausgebildet worden sind. 3 Bände. (Gyakorlati iskola kivételes izom- és fizikai erő megszerzéséhez. A legsikeresebb módszer, amellyel a leghíresebb birkózókat és sportolókat kiképzik. 3 kötet.) Fritz Frommel, Ludwigsburg 1923, OCLC 73318597.
- Albert Emil Brachvogel: Das Rätsel von Hildburghausen. (Hildburghausen rejtélye) Hrsg.: Theodor Siebert. Globus Verlag, Berlin 1925, OCLC 7207641.

## Fordítás
- Ez a szócikk részben vagy egészben  a   Theodor Siebert című német Wikipédia-szócikk fordításán alapul.  Az eredeti cikk szerkesztőit annak laptörténete sorolja fel. Ez a jelzés csupán a megfogalmazás eredetét és a szerzői jogokat jelzi, nem szolgál a cikkben szereplő információk forrásmegjelöléseként.